# Tabla de Monoyer

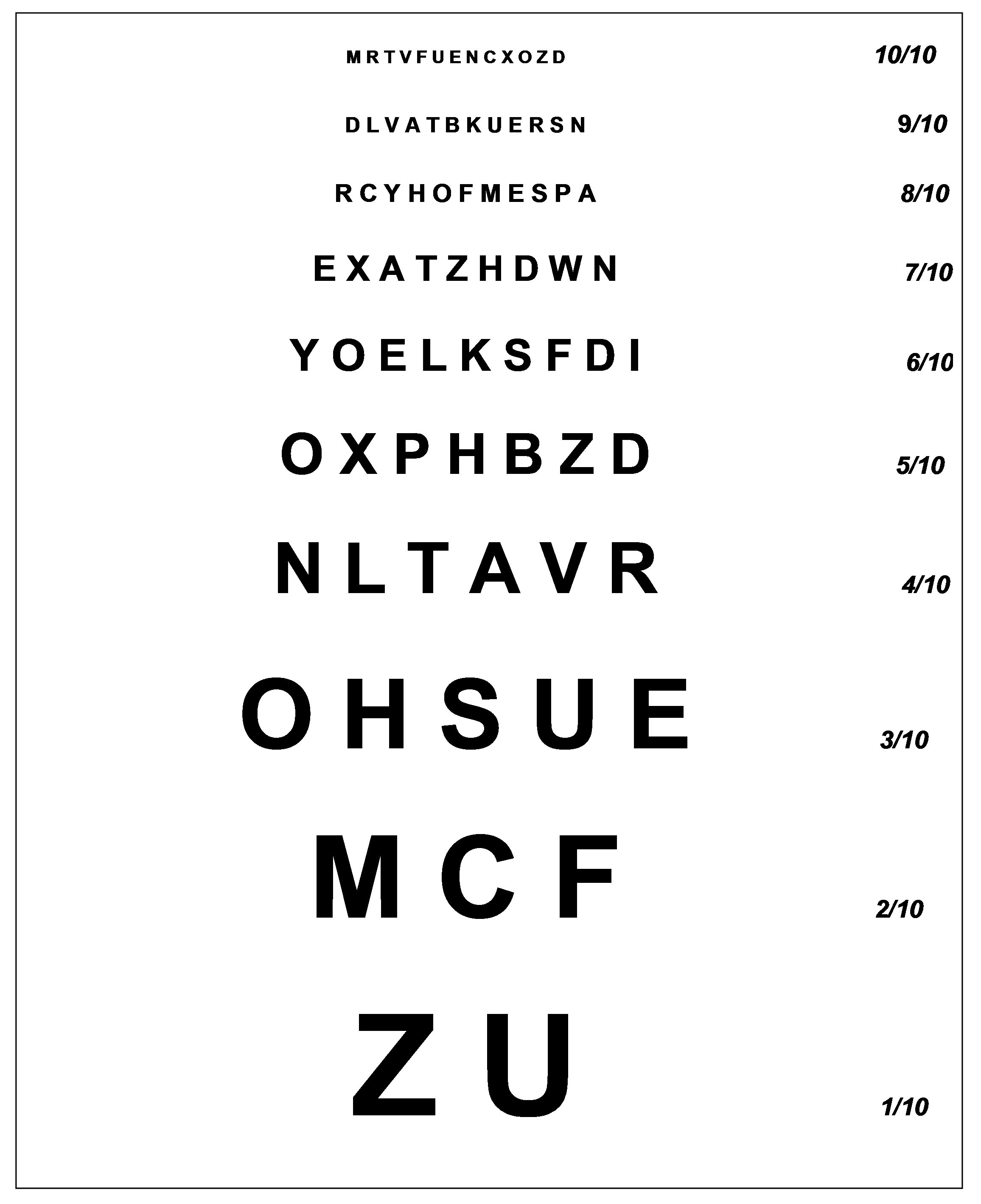
Gráfico de Monoyer. Leyendo hacia arriba en ambos extremos, excluyendo la primera línea, se puede ver el nombre "Ferdinand Monoyer".

La tabla de Monoyer, creada por Ferdinand Monoyer, se utiliza para probar la agudeza visual. En el cuadro, Monoyer insertó su nombre, el cual, en ambos extremos, se puede leer "Ferdinand Monoyer" hacia arriba, pero exceptuando la última línea.